# Puebla de Lillo
Puebla de Lillo é um município da Espanha na província de León, comunidade autónoma de Castela e Leão, de área 171,46 km² com população de 631 habitantes (2004) e densidade populacional de 4,06 hab/km².

## Demografia
| Variação demográfica do município entre 1991 e 2004 | Variação demográfica do município entre 1991 e 2004 | Variação demográfica do município entre 1991 e 2004 | Variação demográfica do município entre 1991 e 2004 |
| --------------------------------------------------- | --------------------------------------------------- | --------------------------------------------------- | --------------------------------------------------- |
| 1991                                                | 1996                                                | 2001                                                | 2004                                                |
| 776                                                 | 706                                                 | 725                                                 | 696                                                 |